# Ернст Марктъл
Ернст Марктъл (Hernst Xavier Marktl) е швейцарски футболист, защитник, роден в Естранген на 23 юни 1887. Той е един от основателите на ФК Интер и негов пръв в историята капитан. Записва два мача за клуба през сезон 1909, срещу АК Милан и УС Миланезе.
| Капитани на ФК Интер | Капитани на ФК Интер | Капитани на ФК Интер |
| -------------------- | -------------------- | -------------------- |
| Предшественик        | Период               | Наследник            |
| Няма                 | Ернст Марктъл 1909   | Вирджилио Фосати     |